# Арабелла Кісбауер
Арабелла Кісбауер (нім. Cosima Arabella-Asereba Kiesbauer; нар. 8 квітня 1969, Відень) — австрійська телеведуча, письменниця та акторка.
Арабелла вихована у Відні бабусею після розлучення її матері, німецької акторки, та Її батька, ганійського інженера.